# Asoa jezik
Asoa jezik (aka, asua, asuae, asuati; ISO 639-3: asv), jedan od tri mangbetu jezika, šire centralno sudanske skupine, kojim govori 25 500 ljudi (2000), točnije Aka pigmejci iz šume Ituri u provinciji Orientale, Demokratska Republika Kongo.
Neki od njih služe se i mangbetu dijalektom medje (meje)

## Vanjske poveznice
- Ethnologue (14th)
- Ethnologue (15th)